# 大連理工大学

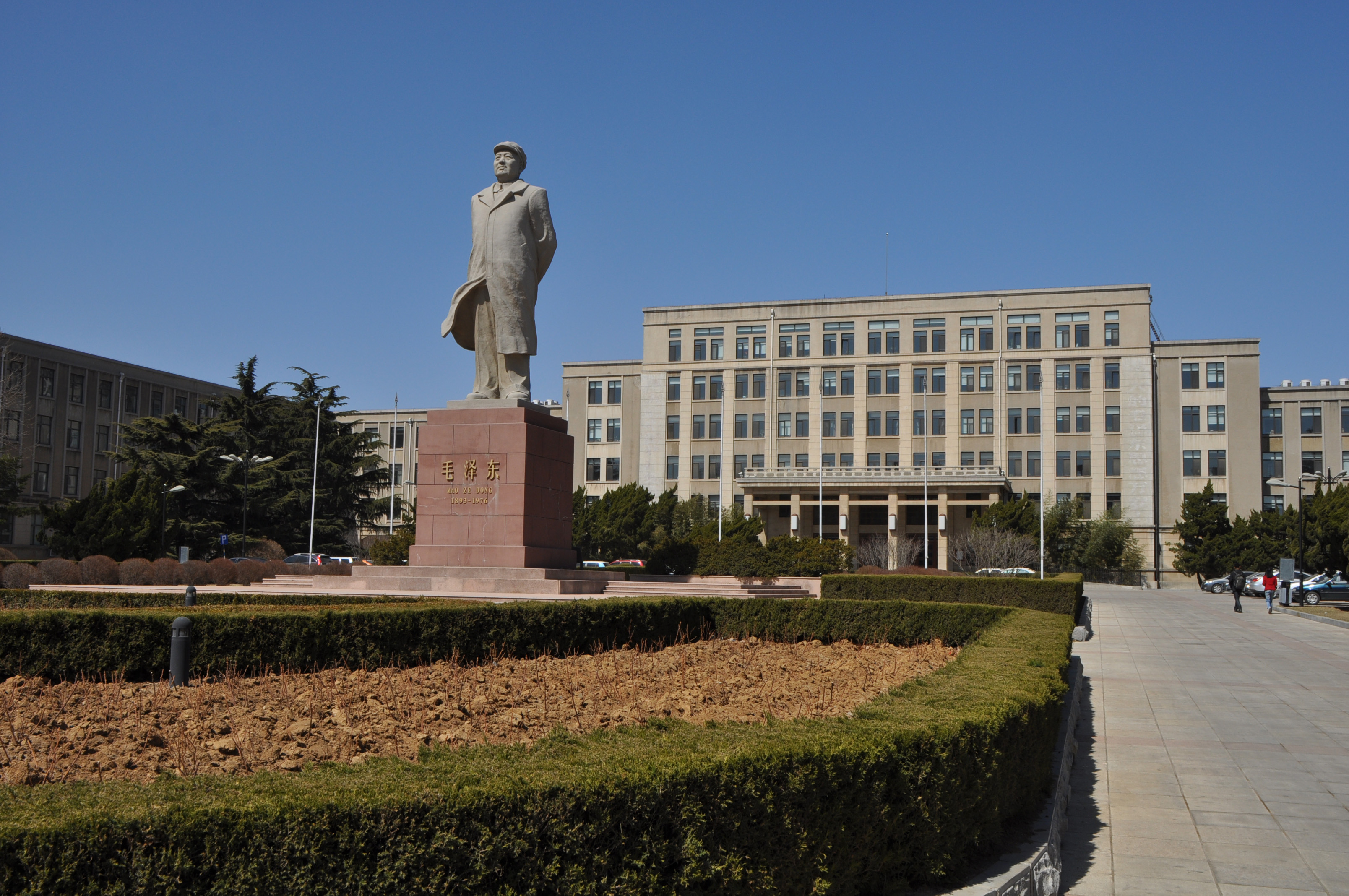
大連理工大学 - キャンパス

大連理工大学 （だいれんりこうだいがく、Dalian University of Technology） は、1949年に創立された副部級大学。理工科を主とし、経済、管理、人文などの学科も併設されている総合的な大学。略称は「大工」。複数の国家重点実験室も持っている。985工程、211工程、双一流の成員校として、国家重点大学である。卓越大学連盟の成員校である。

## 概要
中国東北地方随一の大学で、遼東半島にある大連に位置する。1949年に中華人民共和国の建国に伴い、創立された工科系大学。大学院と19の学院、33の学部が設置されており、在学生は約3.5万名。

## 沿革
前身は中華人民共和国建国直前、1949年4月に開校した大連大学の工学院。李一氓が大連大学の初代校長に就任した。1950年7月に大連大学を廃止、大連大学工学院は独立して大連工学院に改組し、著名な教育家屈伯川博士が大連工学院の初代校長に就任した。1960年10月に中国文部省全国直属重点大学に昇格した。1986年4月に大学院が創設。1988年3月に、大連理工大学に改名した。
日本の大学との関係においては、2013年4月に中国政府認可のもと、立命館大学と共同で「大連理工大学・立命館大学国際信息与軟件学院（国際情報ソフトウェア学部）」を開設した。中国の国立大学が日本の大学と学部を共同設立・運営するのは初の試みである。

## 学科設置
- 物理系
- 工程力学系
- 化工学院
- 電子情報工程学院
- ソフトウェア学院
- 土木水利学院
- 管理学院
- 機械工程学院
- 船舶工程学院
- 人文社会科学学院
- 建築芸術学院
- 環境生命学院
- 材料科学工程学院
- 外国語学院
- 応用数学系
- 電気工程応用電子技術系
- 経済系
- 大連理工大学ー立命館大学国際情報ソフトウェア学部

など

## 日本の協定校
- 東北大学
- 群馬大学
- 埼玉大学
- 城西大学
- 東京大学
- 東京工業大学
- 横浜国立大学
- 東京電機大学
- 東洋大学
- 早稲田大学
- 法政大学
- 立命館大学
- 広島大学
- 北九州市立大学
- 熊本大学
- 弘前大学
- 福岡工業大学
- 東京理科大学
- 大阪大学 （2019.11.19～）